# Tithraustes noctiluces
Tithraustes noctiluces är en fjärilsart som beskrevs av Butler 1872. Tithraustes noctiluces ingår i släktet Tithraustes och familjen tandspinnare. Inga underarter finns listade i Catalogue of Life.